# Żabiczyn (Grande-Pologne)
Pour les articles homonymes, voir Żabiczyn.
Żabiczyn (prononciation : [ʐaˈbit͡ʂɨn]) est un village polonais de la gmina de Mieścisko dans le powiat de Wągrowiec de la voïvodie de Grande-Pologne dans le centre-ouest de la Pologne.
Il se situe à environ 6 km au nord de Mieścisko (siège de la gmina), 14 km à l'est de Wągrowiec (siège du powiat), et à 63 km au nord-est de Poznań (capitale de la Grande-Pologne).

## Histoire
De 1975 à 1998, le village faisait partie du territoire de la voïvodie de Poznań.

Depuis 1999, Żabiczyn est situé dans la voïvodie de Grande-Pologne.
Le village possédait une population de 371 habitants en 2001.

## Monuments

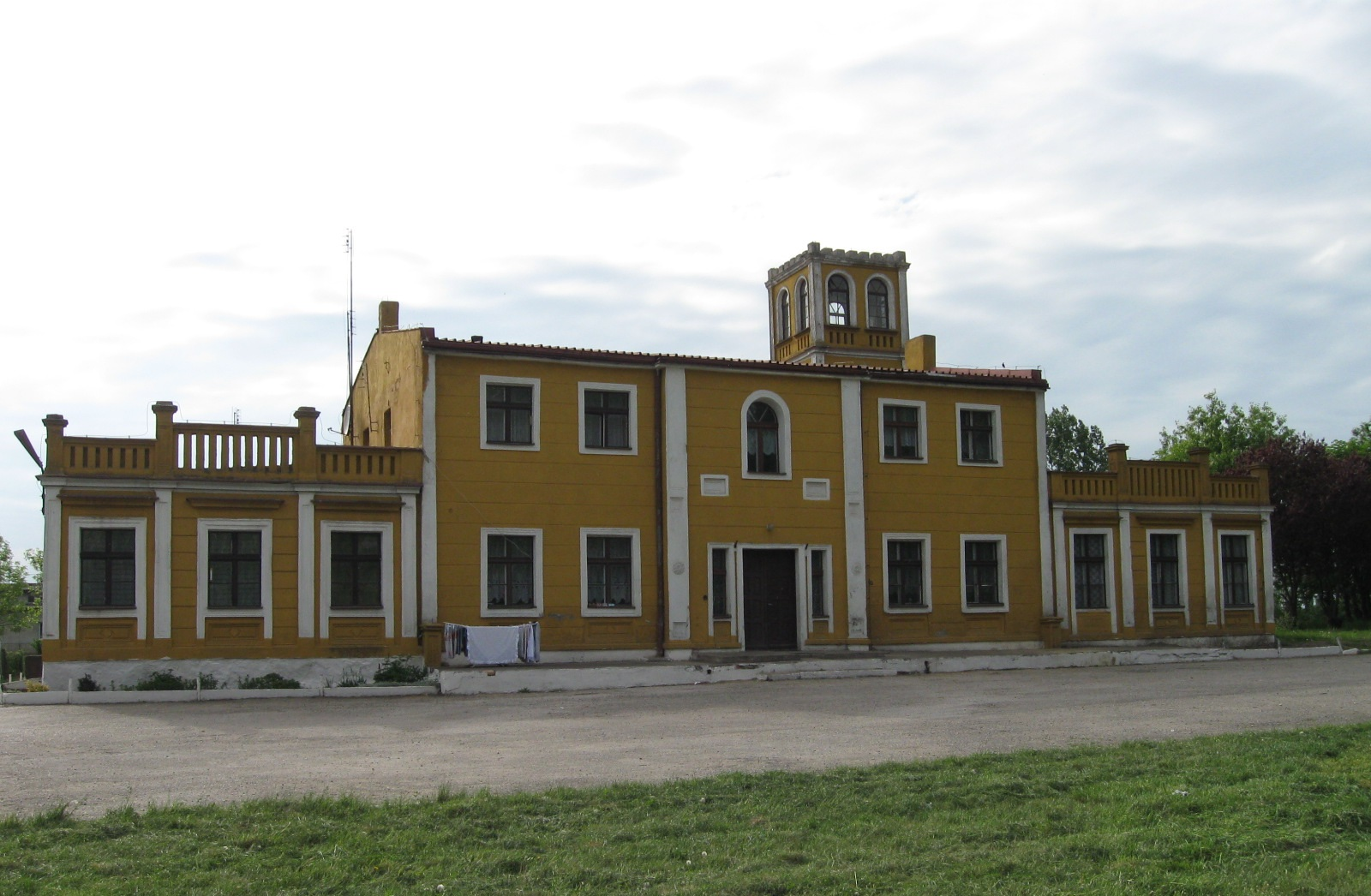
Le château.

- l'église du village, construite en 1939 ;
- château, datant de la seconde moitié du XIXe siècle.